# Pyrgophlaeoba nemoralis
Pyrgophlaeoba nemoralis är en insektsart som beskrevs av Miller, N.C.E. 1935. Pyrgophlaeoba nemoralis ingår i släktet Pyrgophlaeoba och familjen gräshoppor.

## Underarter
Arten delas in i följande underarter:
- P. n. nemoralis
- P. n. sumatrana